# Bahía de Lützow-Holm
La bahía de Lützow-Holm es una gran bahía, de unos 220 kilómetros de ancho, en la costa de la Tierra de la Reina Maud en la Antártida, entre la península de Riiser-Larsen y el ángulo costero inmediatamente al este de las islas Flatvaer. Fue descubierto por el capitán Hjalmar Riiser-Larsen en dos vuelos de avión desde su barco de expedición, el Norvegia, el 21 y 23 de febrero de 1931. Recibió su nombre en honor de Finn Lützow-Holm del Real servicio aéreo de la armada noruega, un piloto al servicio del capitán Riiser-Larsen en el Aagaard en 1935.